# جيمس ماسون (سياسي)
جيمس ماسون (بالإنجليزية: James Mason)‏ هو مصرفي وسياسي كندي، ولد في 25 أغسطس 1843 بتورونتو في كندا، وتوفي بنفس المكان في 16 يوليو 1918. حزبياً، نشط في حزب كندا المحافظ. وقد انتخب عضو مجلس الشيوخ الكندي.